# Ordre des Augustins déchaux
L'ordre des Augustins déchaux (en latin Ordo Augustiniensium Discalceatorum) forment un ordre mendiant de droit pontifical issu d'une réforme de l'ordre de Saint-Augustin de la fin du XVIe siècle à Naples pour mener une vie plus austère. Les augustins déchaux sont un ordre de vie mixte, c'est-à-dire qu'ils allient une vie contemplative et une vie apostolique en particulier la charge de prêtres de paroisses.

## Historique
En 1517, Filippo Dulcetti se retire pour mener une vie d'ermite sur le mont Scalpello près de Centuripe. Au cours des années, il est rejoint par plusieurs ermites mais par la lettre apostolique Lubricum vitae genus du 17 novembre 1568, le pape Pie V ordonne à ses religieux d'entrer dans un ordre déjà approuvé. Andrea del Guasto, disciple de Dulcetti et guide de la communauté érémitique choisit l’ordre des ermites de saint Augustin. Taddeo de Pérouse, prieur général des ermites de saint Augustin, approuve l'union en 1579 et les ermites prennent l'habit des augustins à Catane le 22 mai 1585.
Cependant, un groupe de ces ermites avait mis en place un couvent de Naples avec à sa tête Ambrogio Staibano, ce dernier décide de se séparer de l'union et de former un nouvel institut pour mener une vie plus austère. Par le décret Cum Ordinis nostri emesso du 16 novembre 1593, le prieur général de l'ordre des Augustins approuve la congrégation des Augustins Déchaux du royaume de Naples confirmé plus tard par le pape Clément VIII par la bulle Decet Romanum Pontificem du 5 novembre 1595. Leurs premières constitutions sont approuvées sous forme générale par le pape Paul V par le bref Christi fidelium du 28 septembre 1610 puis sous forme spécifique par le bref Sacri apostolatus Ministerio du 5 mai 1620. Le 7 mai 1611, les augustins déchaussés sont rejoints par la congrégation réformée de la Madonna del Soccorso qui compte environ 60 frères en Sicile, l'union est ratifiée par Grégoire XV par le bref Pastoralis officii du 12 février 1621.
Les premiers couvents de la congrégation construits à la fin du XVIe siècle sont ceux de Naples : de Santa Maria Olivella, de Santa Maria delle Grazie à Renella et Santa Maria della Verità (it) ; de Rome : église dei Santi Marcellino e Pietro ad Duas Lauros (it), San Paolo alla Regola, et de Gênes à San Nicola da Tolentino (it).
Dans la première moitié du XVIIe siècle, la congrégation s'établit dans toute l'Italie mais le choix des emplacements ne semble pas avoir suivi de lignes directrices spécifiques, les monastères sont construits à la fois dans les grands centres urbains (Naples, Rome, Turin, Milan, Messine) dans des communes centrales (Cerchio, Itala, Turbigo) ou éloignées et isolées (Lago, Castiglione). Le premier couvent ouvert hors d'Italie est celui de Prague fondée en 1623 ; en 1630 les augustins déchaux s'installent dans le couvent impérial de Vienne qui leur est accordé par Ferdinand II ; en 1641, ils fondent un couvent à Ljubljana puis d'autres en Bavière, en Styrie et en Moravie.

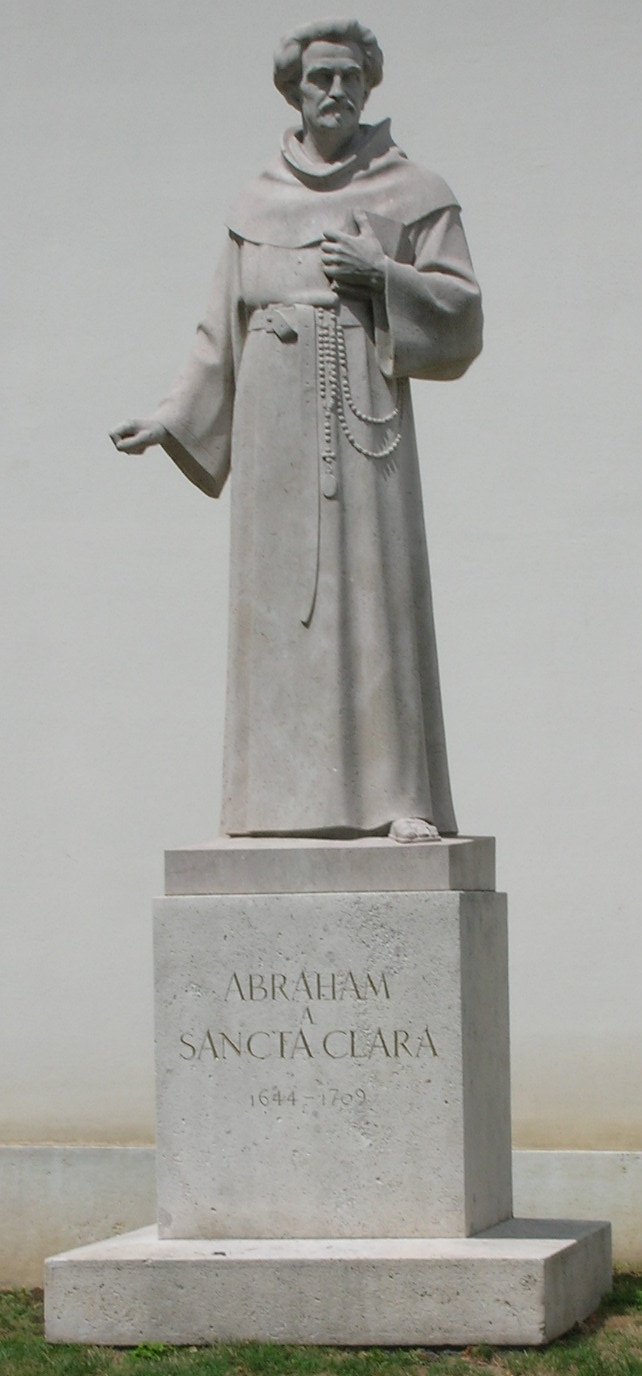
Statue d'Abraham a Sancta Clara au Burggarten.

En 1650, au moment de l'enquête ordonnée par le pape Innocent X sur les ordres religieux, la congrégation compte 51 monastères et 945 moines. De nouveaux monastères sont fondés à la fin du XVIIe siècle mais pas au rythme rapide qui a caractérisé la première moitié du siècle. La première division territoriale des couvents est sanctionnée par le bref Ad Uberes d'Urbain VIII en 1626 qui est géré en quatre provinces (Rome, Naples, Gênes, Palerme) ; en 1659, il devient nécessaire de former de nouvelles provinces (Piémont, Messine, royaume de Naples), en 1674 est créée la province de Milan et en 1731 (avec le bref Exponi Nobis de Clément XII) celle de Ferrare-Ascoli Piceno.
Au XVIIe siècle, les augustins déchaux se distinguent par leur dévouement lors d'épidémies, ainsi au cours de la peste qui frappe Trapani en 1624, ils sont infectés et 17 des 18 moines décèdent, les déchaux de Palerme sont les premiers à se mettre à la disposition des autorités lors d'épidémie de choléra.
Les augustins déchaux se consacrent aussi à la prédication où se distingue le père Abraham a Sancta Clara, sans doute le plus célèbre représentant de l'ordre ; les études, par esprit d'humilité, n'ont jamais été particulièrement élevées, l'un des principaux centres d'études fut le collège napolitain de Sainte Marie de la Vérité.
Les premiers missionnaires partent en 1697 du couvent romain de Gesù e Maria, tout au long du XVIIIe siècle, les augustins déchaux travaillent au Tonkin et en Chine où ils jouent un rôle important après la suppression de la compagnie de Jésus (le père Jean-Damascène Sallusti de la Conception est évêque du diocèse de Pékin de 1778 à 1781).
Tout en jouissant d'une grande autonomie depuis 1620, l'ordre des augustins déchaux et l'ordre de Saint-Augustin forment un corps juridique unique, le prieur général des Augustins avait le droit de visiter les déchaux tous les six ans et le supérieur de ces derniers portait le titre de vicaire général mais leurs nouvelles constitutions religieuses approuvées par la congrégation des réguliers le 21 avril 1931 sanctionnant la totale indépendance de l'ordre et reconnaît le titre de supérieur général au supérieur des déchaux.

## Activité et diffusion
Les augustins déchaux sont un ordre de vie mixte, en plus d'une vie contemplative, ils se dédient à différents ministères notamment celui de prêtres de paroisses. Par rapport aux frères augustins des autres ordres, la spiritualité des déchaux se distingue par l'attitude particulière de l'humilité (depuis 1609, en plus des trois vœux communs à tous les religieux, ils ajoutent un quatrième vœux ).
Ils sont présents en Italie, au Brésil et aux Philippines.
La maison généralice est à Rome.
Fin 2008 l'ordre comptait 27 couvents et 222 novices et frères dont 123 prêtres.

## Source
- (it) Cet article est partiellement ou en totalité issu de l’article de Wikipédia en italien intitulé « Ordine degli agostiniani scalzi » (voir la liste des auteurs).